# Omar Colley
Omar Colley (* 24. Oktober 1992 in Banjul) ist ein gambischer Fußballspieler, der seit Februar 2023 beim türkischen Verein Beşiktaş Istanbul unter Vertrag steht. Der Innenverteidiger ist seit Juni 2012 gambischer Nationalspieler.

## Karriere

### Verein

#### Anfänge in Gambia
Omar Colley begann seine fußballerische Karriere in seiner gambischen Heimat bei Wallidan Banjul und spielte dort seit 2010 in der GFA League First Division. In diesem und im darauffolgenden Jahr bestritt er Probetrainings mit der MLS-Franchise Sporting Kansas City. Ein Wechsel kam aber schließlich nicht zustande und im Januar 2012 schloss er sich Real de Banjul an. Mit dieser Mannschaft wurde er im Spieljahr 2012 gambischer Meister.

#### Kuopion PS
Im Januar 2013 unterzeichnete er einen Zweijahresvertrag beim finnischen Erstligisten Kuopion PS. Sein Debüt bestritt er am 25. Januar 2013 beim 4:1-Pokalsieg gegen Vaasan PS. Im Liigacup, welcher vor der Ligameisterschaft stattfindet, etablierte er sich als Stammspieler und am 9. März 2013 traf er beim Viertelfinalsieg gegen Myllykosken Pallo -47 erstmals für den Verein aus Mittelfinnland. Seinen ersten Treffer in der Veikkausliiga erzielte der Innenverteidiger am 21. April (2. Spieltag) bei der 1:2-Auswärtsniederlage gegen den FF Jaro. In dieser Saison absolvierte er 26 Ligaspiele, in denen er zwei Tore markierte. Im darauffolgenden Spieljahr 2014 verpasste er nur eines der 33 Ligaspiele und erzielte in diesen vier Treffer. Am Ende seiner Vertragslaufzeit verließ er Kuopio nach zwei Jahren und wurde vom Klubpräsidenten im Anschluss als die „beste ausländische Verpflichtung aller Zeiten“ bezeichnet.

#### Djurgårdens IF
Bereits im August 2014 hatte sich der schwedische Erstligist Djurgårdens IF die Unterschrift des Gambiers gesichert und am 1. Januar 2015 trat er dort einen Dreijahresvertrag an. Sein Debüt absolvierte er am 22. Februar 2015 beim 0:0-Unentschieden im schwedischen Pokal gegen den Ängelholms FF. Sein erstes Tor gelang ihm am 26. April 2015 (5. Spieltag) beim 2:0-Auswärtssieg gegen den GIF Sundsvall. In der Spielzeit 2015 absolvierte er 27 Ligaspiele, in denen er drei Treffer markierte. In der nächsten Saison 2016 machte er in 17 Ligaeinsätzen bis August 2016 zwei Tore.

#### KRC Genk
Am 12. August 2016 absolvierte Omar Colley ohne die Zustimmung seines Vereins einen Medizincheck beim belgischen Erstligisten KRC Genk und verpasste somit die Vorbereitung auf das Ligaspiel gegen den IF Elfsborg. Der Sportdirektor Djurgårdens Bo Andersson gab daraufhin bekannt, dass Colley aufgrund der Verletzungen nicht zu Genk verkauft wird. Gegen Elfsborg wurde er deshalb am 14. August 2016 (18. Spieltag) nur eingewechselt. Trotz des Transferverbots wurde er am nächsten Tag für eine Ablösesumme in Höhe von zwei Millionen Euro zum KRC Genk verkauft. Drei Tage später debütierte er beim 2:2-Unentschieden gegen den NK Lokomotiva Zagreb in der Qualifikation zur UEFA Europa League für seinen neuen Verein. Auch in Belgien stieg er in kürzester Zeit zum unumstrittenen Stammspieler auf und am 18. Dezember (19. Spieltag) traf er beim 2:2-Unentschieden gegen Standard Lüttich erstmals in der höchsten belgischen Spielklasse. Am 9. März 2017 schoss er beim 5:2-Auswärtssieg gegen die KAA Gent im Achtelfinale der Europa League einen Treffer. Insgesamt bestritt er in dieser Spielzeit 2016/17 wettbewerbsübergreifend 52 Pflichtspiele, in denen er vier Tore erzielte. In der nächsten Saison 2017/18 absolvierte er 38 Ligaspiele, in denen er einen Torerfolg verbuchen konnte.

#### Sampdoria Genua
Am 19. Juni 2018 wechselte Omar Colley für eine Ablösesumme in Höhe von acht Millionen Euro zum italienischen Erstligisten Sampdoria Genua, wo er einen Vierjahresvertrag unterzeichnete. Sein Debüt gab er am 12. August 2018 beim 1:0-Pokalsieg gegen die AS Viterbese Castrense. Bei den Blucerchiati gelang es ihm erstmals in seiner professionellen Fußballkarriere nicht, sich auf Anhieb in der Startformation eines neuen Vereins zu etablieren und er kam vor allem zu Beginn der Saison 2018/19 nur unregelmäßig zum Einsatz. In der Rückrunde entwickelte er sich allmählich zur Stammkraft in der Innenverteidigung und beendete die Spielzeit mit 23 Pflichtspieleinsätzen. In der nächsten Saison 2019/20 galt er von Beginn an als Stammspieler unter Cheftrainer Eusebio Di Francesco und behielt diesen Status auch unter dessen Nachfolger Claudio Ranieri bei. Am 14. März 2020 wurde bekanntgegeben, dass Colley positiv auf COVID-19 getestet wurde, womit er in Italien zu den ersten Profis gehörte, welche sich mit dieser Krankheit angesteckt hatten.

### Nationalmannschaft
Omar Colley nahm mit der gambischen U17-Nationalmannschaft am U17-Afrikameisterschaft 2009 in Algerien teil und gewann mit dieser Auswahl das Turnier im Finale gegen den Gastgeber. Im Jahr 2011 nahm er mit der U20 an der U20-Afrikameisterschaft 2011 in Südafrika teil, wo er in allen drei Gruppenspielen zum Einsatz kam.
Am 15. Juni 2012 debütierte er bei der 1:4-Niederlage gegen Algerien im Qualifikationsspiel zum Afrika-Cup 2013 für die gambische A-Nationalmannschaft, als er für die letzten Minuten der Partie Mustapha Alasan Jarju ersetzte. Seit 2016 ist er der etatmäßige Kapitän der Auswahl.

## Erfolge
Real de Banjul
- Gambischer Meister: 2012

Gambia U17
- U17-Afrikameister: 2009